# Asociația Fotbal Club Hermannstadt

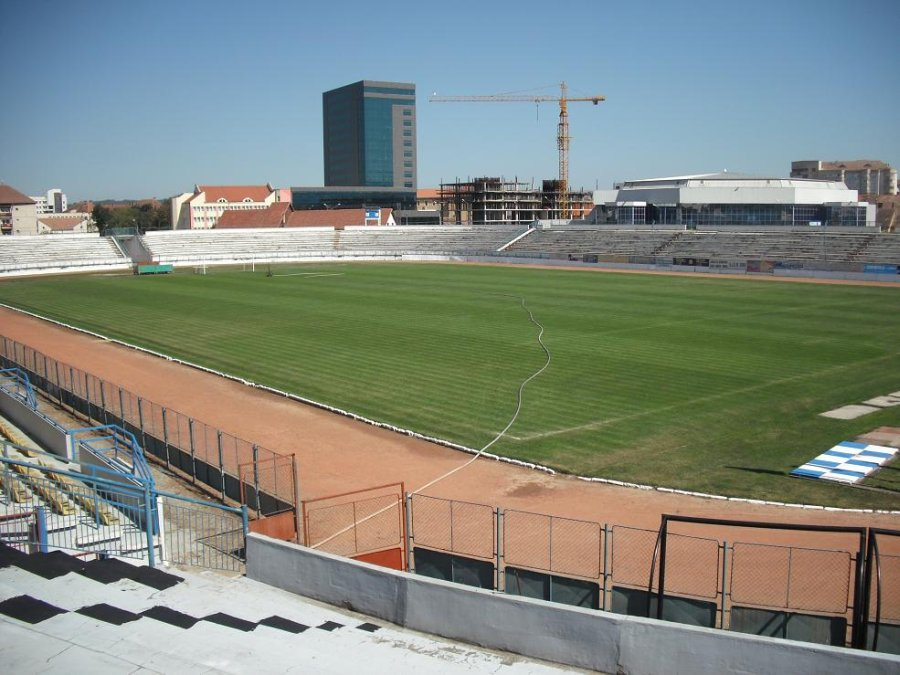
Stadionul Municipal

La Asociația Fotbal Club Hermannstadt es un equipo de fútbol de Rumania que juega en la Liga I, la primera división de fútbol en el país.

## Historia
Fue fundado el 29 de julio de 2015 en la ciudad de Sibiu y en su primera temporada consiguieron el título de la zona en la Liga IV y lograron clasificar al playoff de ascenso, ganando sin problemas con marcador global de 6-1 y ascienden a la Liga III.

Logos del FC Hermannstadt.

En la temporada siguiente ganan el grupo 5 de la liga y obtienen el ascenso a la Liga II para la temporada 2017/18, jugando su primer partido oficial en la segunda categoría el 5 de agosto de 2017, el cual fue una victoria en casa 3-0 ante el CS Balotesti. En esa temporada terminaron en segundo lugar de la liga, con lo que logran el ascenso a la Liga I en tan solo tres años de existencia. En esa misma temporada llegan a la final de la Copa de Rumania donde pierden ante el CS Universitatea Craiova el 27 de mayo de 2018 con marcador de 0-2.

## Palmarés
- Liga III (1): 2016–17
- Liga IV – Sibiu County (1): 2015–16